# أوسينيلا فريت
أوسينيلا فريت (Oscinella frit) هي نوع من الحشرات والذباب الأوروبي يتبع عائلة(Chloropidae)، من جنس أوسينيلا.
وهي آفة زراعية تسبب ضرراً للمحاصيل عن طريق ثقب براعم الشوفان والقمح والذرة والشعير والأعشاب.